# 约翰·科里利亚诺
约翰·科里利亚诺（英語：John Corigliano，1938年2月16日—），意大利裔美国作曲家，現為紐約市立大學雷曼分校音樂系的卓越教授。出身於音樂家庭，父親老约翰·科里利亚诺曾在紐約愛樂擔任首席達23年；母親則是一位鋼琴家及專業伴奏。他畢業於哥倫比亞大學及曼克頓音樂學院，並在伯恩斯坦擔任紐約愛樂音樂總監期間，他曾協助樂團所舉辦的「年青人音樂會（Young People's Concerts）」中擔任製作人。
科里利亚诺現時所創作的樂曲超過一百首，其中以交響作品較為著名。他的成名作是創作於1980至83年，暫時唯一的歌劇《凡爾赛的幽靈》，是為大都会歌剧院100周年而作的委約作品，另外，1991年完成的《第1號交響曲》，題裁則取自當時才開始受重視愛滋病，當中的四個樂章，分別紀念他的四位因受愛滋病感染而離世的音樂家朋友，而本曲亦為他贏得「葛洛麥爾作曲大獎」(Grawemeyer Award)。2001年，他再憑為絃樂團而作的《第2號交響曲》贏得「普立茲音樂獎」（Pulitzer Prize for Music）。而於2003年為女高音及樂團而寫成的聯篇歌集《鈴鼓先生》（Mr. Tambourine Man）令他於6年後首度獲得「格林美獎」。
除了交響音樂外，科里利亚诺亦對電影音樂相當投入。代表作有《變形博士》(Altered States，1980)；《怒火山河》(Revolution，或譯作《革命》，1985)及《紅提琴》(The Red Violin，1997-98)。其中《紅提琴》中的部份選段後來更選用在《小提琴協奏曲》(2003)中，成為不少一流小提琴家的演奏曲目之一。
整體而言，科里利亚诺的音樂风格独特，不落窠臼，充满现代性的同时也有浪漫主义音乐的感人力量，是美国当代古典音乐创作的旗手之一。